# Eggert Adam Knuth
Eggert Adam Knuth-Knuthenborg (* 19. April 1901; † 26. November 1980) war ein dänischer Graf und Diplomat.

## Leben
Eggert Adam Knuth war der Sohn von Henrich Knuth und dessen Gattin Elisabeth, geborene Vind († 1961). 1919 nahm er sein Jurastudium auf. 1925 machte Knuth seinen Abschluss als cand. jur., im selben Jahre wurde er Konsulatssekretär und Vizekonsul in Sydney. 1926 wurde Knuth Sekretär im Außenministerium. 1935 bis 1936 war er Legationssekretär in Reykjavík. 1936 wurde er Legationssekretär in London und musste 1942, auf deutsche Forderung hin, seinen Abschied aus dem diplomatischen Dienst nehmen. 1951 wurde er Botschaftsrat in London. 1952 wurde er Gesandter. 1956 wurde er Botschafter in Reykjavik, 1961 in Brüssel und zugleich Gesandter in Luxemburg. 1964 wurde er Botschafter in Luxemburg.
Am 14. Dezember 1934 heiratete Knuth die Gräfin Lily Ingeborg Agnes Rantzau (* 1906). Die Ehe blieb kinderlos.